# Îlet de Vieux Fort
Îlet de Vieux Fort je nenaseljeni otočić u Malim Antilima, smješten u Karipskom moru, administrativno pripada Saint-Louis de Marie-Galanteu u Guadeloupeu.

## Zemljopis
Smješten u podnožju sjevernih litica Marie-Galante, otočić Vieux-Fort proteže se na 2 800m2, a doseže najveću nadmorsku visinu od 6 m.

## Vanjske poveznice
|  | Zajednički poslužitelj ima još gradiva o temi Îlet de Vieux Fort |